# Diecezja Lugazi
Diecezja Lugazi – diecezja rzymskokatolicka w Ugandzie. Powstała w 1996 .

## Biskupi diecezjalni
- bp Christopher Kakooza (od 2014)
- bp Matthias Ssekamaanya (1996 - 2014)